# Jan Jiří IV. Saský

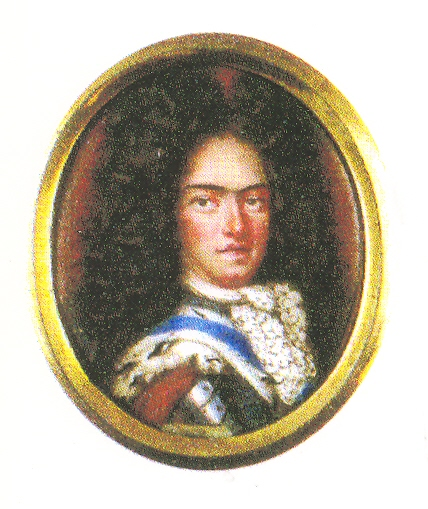
Jan Jiří IV. Saský

Jan Jiří IV. Saský (18. října 1668, Drážďany – 27. dubna 1694 tamtéž) byl příslušník albertinské linie dynastie Wettinů, od roku 1691 do své smrti saský kurfiřt.

## Biografie

### Původ, mládí
Narodil se jako starší ze dvou synů kurfiřta Jana Jiřího III. Saského (1647–1691) a jeho manželky, dánské princezny Anny Žofie (1647–1717), dcery dánského krále Frederika III. Nadanému kurprinci se dostalo pečlivé výchovy a důkladného vzdělání a byl záhy zapojován do vládních záležitostí. Jeho „kavalírská cesta“ vedla přes Anglii do Francie a Nizozemí, později také do Itálie. Na rozdíl od svého mladšího bratra byl nepevného zdraví – trpěl žaludečními potížemi i problémy s močovým měchýřem. Své vojenské schopnosti prokázal v poli při účasti ve válce o falcké dědictví, kde bojoval na straně císaře.

### Saský kurfiřt
Na trůn saského kurfiřtství nastoupil v třiadvaceti letech po smrti svého otce (12. září roku 1691). Jeho politickým rádcem byl Hans Adam von Schöning, jenž hledal politické sblížení se sousedním Braniborskem. Stavěl se rovněž proti prorakouské politice Saska a když císař Leopold I. ignoroval saské požadavky o subvence za účast ve válce, stáhl Jan Jiří IV. své jednotky od Rýna zpět. V důsledku toho byl Schöning na příkaz Leopolda I. roku 1692 při léčebném pobytu v Teplicích zadržen. Hněv Jana Jiřího nad tímto krokem do jisté míry zmírnila jeho metresa, Magdalena Sibylla von Neitschütz, a kurfiřt své spojenectví s Rakouskem obnovil, když i jednání o osvobození Schöninga bylo na dobré cestě. V čele 12 000 mužů vytáhl poté, co byl zničen Heidelberg, osobně na Rýn.
V rámci vnitřní politiky mladý kurfiřt usiloval o omezení moci šlechty a o posílení svého vlivu na záležitosti země a pokračoval v hospodářské konsolidaci, již započal jeho otec. Roku 1692 založil v Lipsku kadetní školu.

### Manželka, milenka a potomci
Do rámce spojeneckých vztahů s Braniborskem náležel i manželský svazek Jana Jiřího. 17. dubna roku 1692 se v Lipsku oženil s Eleonorou von Sachsen-Eisenach (1662–1696), vdovou po markraběti Janu Fridrichovi von Brandenburg-Ansbach (dcerou z tohoto manželství byla pozdější britská královna Karolina z Ansbachu, manželka britského krále Jiřího II.). Sňatek byl typickým dynastickým spojením; mimořádně nešťastné manželství se však z průměru podobných svazků vymykalo svými konsekvencemi a extrémně dramatickým průběhem a dopadem na všechny zúčastněné.
V roce 1687, ještě jako kurprinc, se totiž Jan Jiří seznámil a hluboce zamiloval do Magdaleny Sibylly von Neitschütz (1675–1694), která tehdy přišla ke dvoru. Jeho rodiče dělali vše pro to, aby tento románek ukončili, vedeni k tomu dosti závažnými důvody: v roce 1674 měl Jan Jiří III., rovněž jako mladý kurprinc, důvěrný vztah s Uršulou Margaretou von Haugwitz, s níž se posléze na jeho příkaz oženil důstojník osobní gardy Rudolf von Neitschütz; dcera Magdalena Sibylla, jež se v tomto manželství 8. února roku 1675 narodila, byla pravděpodobně dcerou Jana Jiřího III. a tedy nevlastní sestrou kurprince, pozdějšího Jana Jiřího IV. Ten o těchto vztazích buď nevěděl nebo spíše jim odmítal uvěřit. Jejich poměr pokračoval, i když mladý kurfiřt posléze podlehl nátlaku své matky Anny Žofie Dánské, motivovanému jak politickými (spojenectví s Braniborskem), tak osobními (příbuzenský vztah s jeho milenkou) důvody i úsilím opatřit monarchii legitimního potomka, a oženil se s Eleonorou von Sachsen-Eisenach. Třebaže měla Eleonora z předchozího manželství dvě děti, dceru a syna, Janu Jiřímu potomka nedala - dvě její těhotenství skončila potratem (v srpnu roku 1692 a v únoru roku 1693).
Na jedné straně rostlo ponížení kurfiřtky; její manžel ji od sebe vzdálil, zanechav ji v oficiálním kurfiřtském sídle (Hofe), zatímco se svou metresou se usadil v jiném paláci a žil s ní ve veřejně přiznaném svazku. Rodina Neitschütz získala v kurfiřtství mimořádný vliv, stejně jako sama Magdalena Sibylla. Na druhé straně se stupňovala kurfiřtova nenávist k manželce; zoufalý z toho, že je překážkou toho, aby se mohl se svou milenkou oženit, pokusil se ji zabít. Zabránil mu v tom jeho mladší bratr Friedrich August: když Jan Jiří chtěl Eleonoru probodnout mečem, neozbrojený August mu holou rukou meč vytrhl, způsobiv si tak poranění, jež ho poznamenalo do konce života.
20. února 1693 byla Magdalena Sibylla povýšena (za přispění tučného úplatku) na říšskou hraběnku von Rochlitz. V červnu téhož roku porodila dceru Vilemínu Marii Frederiku (1693–1729). Štěstí milenců netrvalo dlouho, neboť na jaře následujícího roku se Magdalena Sibylla těžce roznemohla a 14. dubna v náručí Jana Jiřího zemřela; jako příčina smrti byly diagnostikovány spalničky.

### Smrt, následník
Dva týdny na to (27. dubna 1694) zemřel i sám kurfiřt. I u něj byly stanoveny spalničky jako příčina smrti. V současnosti však existují pochybnosti, že to byla skutečně tato nemoc, jež kurfiřta a jeho milenku zahubila, a uvažuje se o otravě s podobnými příznaky.
Protože Jan Jiří IV. zemřel bez legitimních potomků, nastoupil na saský trůn jeho mladší bratr August jako Friedrich August I. (1670–1733). Vzhledem k negativním náladám mezi obyvatelstvem i s přihlédnutím na stav financí kolem rodiny Neitschütz (cca 100 osob) vyvolal stran událostí předcházejících kurfiřtově smrti vyšetřování a soudní proces. Matka Magdaleny Sibylly na mučidlech vypověděla, že kurprince očarovala a že způsobila i smrt jeho otce, kurfiřta Jana Jiřího III.
Friedrich August se stal poručníkem osiřelé Vilemíny Marie, kterou vzal ke svému dvoru. Uznal dívku za svou neteř a když dospěla, provdal ji za polského šlechtice hraběte Petra Świętosława Dunina († 1736); z manželství se narodilo pět dětí. Jejím pravnukem byl polský básník Antoni Malczewski.